# Гармаш Леонід Іванович
Гармаш Леонід Іванович — член КПУ; Всеукраїнська професійна спілка народних депутатів України, колишній голова ради, колишній шеф-редактор газети «Парламент».

## Біографія
Народився 20.04.1952 (м. Харків) в сім'ї робітника; українець; має 2 дітей.
Освіта: Харківський державний університет (1983), історик.
Народний депутат України 2 скликання з 04.1994 (2-й тур) до 04.1998, Орджонікідзевський виборчий окрук № 375, Харківська область. Член Комітету з питань оборони і державної безпеки. Член депутатської фракції комуністів. На час виборів: школа-гімназія № 14 м. Харкова, вчитель історії та права.
- 1970-19Ζ72 — робітник, завод залізобетонних конструкцій.
- 1972—1974 — служба в армії.
- 1974—1977 — робітник, завод «Електроважмаш».
- 1977—1983 — студент, Харківський державний університет.
- 1983—1985 — вчитель, школа N 119 м. Харкова.
- 1985—1987 — інструктор РК КПУ.
- 1987—1990 — директор, школа-інтернат № 4.
- З 1990 — вчитель історії, школа-гімназія № 14.

З 1972 — член КПРС.
Помер 28 січня 2010.